# Noit Banai
Noit Banai (* 1973) ist eine US-amerikanische Kunsthistorikerin.

## Karriere
Noit Banai erwarb einen B.A. in Englischer Literatur an der Rutgers University im Mai 1996, ein Diplom für französische Literatur- und Kulturwissenschaften an der Universität Paris IV 1997, einen M. A. in Kunstgeschichte & Archäologie an der Columbia University 1999, einen M.Phil. 2001 Kunstgeschichte & Archäologie, Columbia University und einen Ph.D. Kunstgeschichte & Archäologie, Columbia University, 2007 (Dissertation: Public Disorder: Yves Klein, 1945–1962) betreut von John Rajchman. Sie war Reader von 1999 bis 2000. Sie war wissenschaftliche Mitarbeiterin bei David Freedberg an der Columbia University von 2000 bis 2001. Sie lehrte von 2014 bis 2019 als Professorin für Zeitgenössische Kunst an der Universität Wien. Seit dem 1. Oktober 2024 ist sie Professorin für Diaspora Aesthetics an der Akademie der bildenden Künste Wien.

## Schriften (Auswahl)
- als Herausgeberin: Eran Shakine: Sunny side up. London 2011, ISBN 978-3-7774-4651-6.
- Yves Klein. London 2014, ISBN 978-1-78023-293-5.